# Râul Grințieșu Mic
Râul Grințieșu Mic este un curs de apă, afluent al râului Bistricioara.